# Назаров, Курбанназар Нурназарович
Курбанназар Нурназарович Назаров (туркм. Gurbannazar Nazarow) — туркменский государственный деятель, дипломат.

## Биография
Родился в 1956 году в Ашхабаде.
Образование высшее. В 1978 году окончил Туркменский политехнический институт.
1978—1980 — оператор, инженер, мастер газопромыслового управления ПО «Шатлыкгаздобыча».
1980—1982 — старший геолог Тематической партии «Туркменюжбургаз» в поселке Шатлык.
1982—1986 — старший геолог, руководитель группы Туркменского филиала ВНИИгаз г. Ашхабада.
1986—1992 — старший геолог, руководитель группы Туркменского научно-исследовательского и проектного филиала ВНИИгаза НПО «Союзгазтехнология» г. Ашхабада.
1992—1993 — заведующий лабораторией института «Туркменгазтехнология».
1993 — заместитель директора по науке института «ТуркменНИПИгаз».
1993—2001 — начальник отдела, заместитель директора, директор Института нефти и газа Министерства нефти и газа Туркменистана.
16.01.2001 — 15.11.2002 — министр нефтегазовой промышленности и минеральных ресурсов Туркменистана.
28.11.2002 — 22.02.2011 — Чрезвычайный и Полномочный Посол Туркменистана в Объединенных Арабских Эмиратах.
22.02.2011 — 17.09.2013 — Чрезвычайный и Полномочный Посол Туркменистана в Китае.
17.09.2013 — 05.01.2015 — Чрезвычайный и Полномочный Посол Туркменистана в Армении.
21 октября 2016 года числился советником отдела стран Ближнего Востока и Африки Министерства иностранных дел Туркменистана. Дальнейшая судьба неизвестна.

## Награды и звания
- Медаль «Гайрат»

## Вариант транскрипции имени
- Имя: Гурбанназар